# Факултет за спорт и физичко васпитање Универзитета у Приштини
Факултет за спорт и физичко васпитање Универзитета у Приштини са привременим седиштем у Лепосавићу је образовно-научна установа која обавља основне, специјалистичке, магистарске и докторске студије, као и друге облике студија, за иновацију знања и стручног образовања из области спорта и физичког васпитања.

## Историјат
Факултет за спорт и физичко васпитање Универзитета у Приштини са привременим седиштем у Лепосавићу, основан је као Факултет за физичку културу у Приштини („Службени лист САПК” бр. 28/79), а са радом је почео школске 1979/80 године. Кадровски и материјални потенцијали коришћени су са Смера за физичку културу при Вишој педагошкој школи у Приштини.
Године 2008. Факултет за физичку културу променио је назив у Факултет за спорт и физичко васпитање.
На Факултету за спорт и физичко васпитање Универзитета у Приштини са привременим седиштем у Лепосавићу, закључно са 1. септембром 2021. године, дипломирала су 3.980 студента. Драган Вујовић је први студент који је дипломирао на овом Факултету.

## Мисија
Мисија Факултета за спорт и физичко васпитање је осигурање једне од водећих позиција у школовању кадрова за спорт, физичко васпитање и рекреацију кроз стварање високо-образовног стручног кадра за професоре које ће својим радом допринети:
- побољшавању и унапређивању примене физичких активности код деце и људи свих доба старости,
- коришћењу телесних активности у функцији раста и развоја,
- ефикасној примени тренажних оптерећења,
- превенцији здравља,
- коришћењу информација о спорту и физичком васпитању и
- научној делатности у области примене физичких активности у спорту, физичком васпитању и рекреацији.

У обављању мисије Факултет делује и доприноси унапређењу теорије и праксе примене физичких активности и континуирано сарађује са сродним високошколским установама у Републици Србији, другим институцијама Универзитета у Приштини a и иностраним Факултетима.

## Студентски парламент
Студентски парламент Факултета је орган преко кога студенти остварују своја права и заштиту својих интереса. Избор чланова Студентског парламента Факултета врши се сваке године у априлу, тајним и непосредним гласањем.
Студентски парламент има 15 чланова. Право да бирају и да буду бирани у Студентски парламент имају сви студенти Факултета, уписани на студије у школској години у којој се врши избор. Мандат чланова Студентског парламента траје једну годину.
Студента продекана именује декан Факултета, на предлог Студентског парламента. Студент продекан обавља послове који се односе на студентска питања у складу са Статутом Факултета. Начин и поступак предлагања и избора кандидата утврђује се Статутом Студентског парламента Факултета. Члану Студентског парламента коме је престао статус студента престаје мандат даном престанка статуса.
Надлежност Студентског парламента:
- Бира и разрешава председника и потпредседника Студентског парламента;
- Доноси Статут Студентског парламента;
- Оснива радна тела која се баве појединим пословима из надлежности Студентског парламента;
- Бира и разрешава представнике студената у органима и телима Факултета;
- Доноси годишњи план и програм активности Студентског парламента;
- Разматра питања у вези са обезбеђењем и оценом квалитета наставе, анализом ефикасности студирања, унапређењем мобилности студената, подстицањем научно-истраживачког рада студената, заштитом права студената и унапређивањем студентског стандарда;
- Организује и спроводи програме ваннаставних активности студената;
- Учествује у поступку самовредновања Факултета, у складу са општим актом који доноси Наставно-научно веће;
- Бира и разрешава представнике студената у органима и телима других установа и удружења у којима су заступљени представници студената Факултета, у складу са општим актом установе, удружења, односно Универзитета и Факултета;
- Усваја годишњи извештај о раду студента продекана;
- Усваја финансијски план и извештај о финансијском пословању Студентског парламента Факултета;
- Усваја годишњи извештај о раду који подноси председник Студентског парламента.
- Обавља и друге послове, у складу са Законом, Статутом и општим актима Факултета.